# بایتیمروو
بایتیمروو (انگلیسی: Baytimirovo) یک شهرک در شهرستان میاکینسکی استان باشقیرستان کشور روسیه است.